# Nothomb (ruisseau)
Pour les articles homonymes, voir Nothomb.
La Nothomb (Noutemerbaach en luxembourgeois) est un ruisseau belgo-luxembourgeois, affluent en rive gauche de l'Attert.
Il prend ses deux sources près de Holtz au Luxembourg et se dirige vers le sud. Il passe par les villages belges de Nothomb puis Grendel dans la commune d'Attert (province de Luxembourg), peu avant de se jeter dans l'Attert après un trajet total d'environ 9 km.

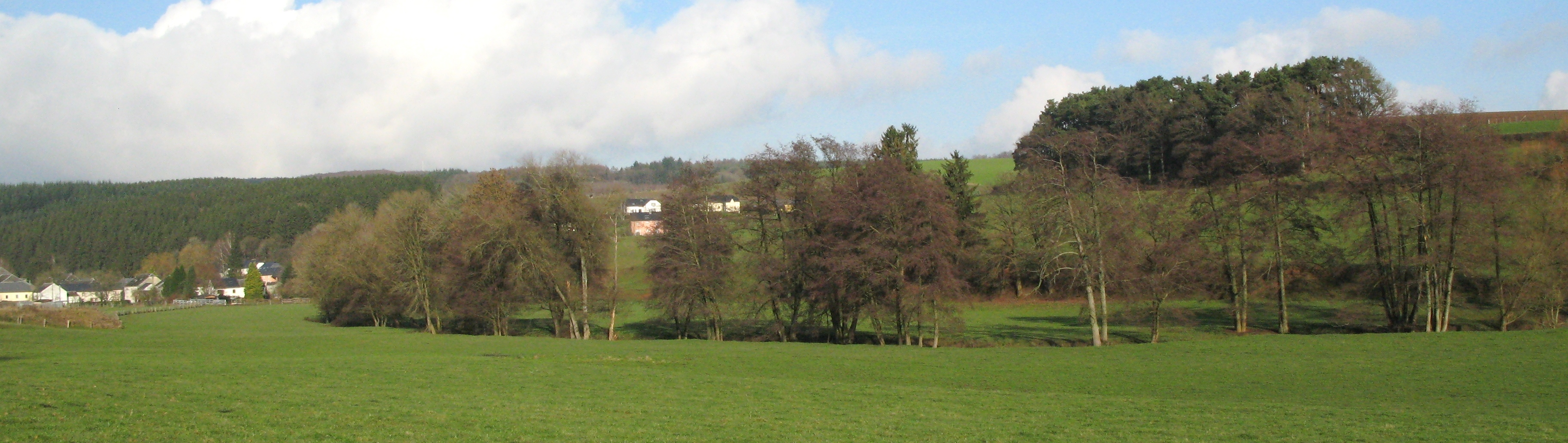
La vallée de la Nothomb au sud de Nothomb